# 데미안 라이스
데미안 라이스(Damien Rice, 1973년 12월 7일 ~ )는 아일랜드 출신의 싱어송라이터이자 음악가이다. 그는 또한 기타와 첼로, 바이올린, 드럼을 연주한다.
그는 1990년대 록 밴드 주니퍼(Juniper)에서 음악을 시작했다. 이 밴드에서 두 장의 싱글 앨범을 발매했다. 하지만, 소속사 폴리그램(Polygram)에서 간섭이 많아지기 시작하면서 그는 밴드를 탈퇴하고 솔로 활동을 시작할 결심을 했다. 그는 농사를 지으며 이탈리아 투스카니에서 한동안 떠돌았으며, 아일랜드로 돌아가기 전에는 유럽을 돌며 거리공연을 했다.
둘째 사촌이자 프로듀서인 데이비드 아놀드와 우연히 만난 후, 라이스는 작업하던 데모 테입 하나를 그에게 보냈다. 그는 감명받아 라이스에게 이동식 녹음 스튜디오를 사주었다. 라이스는 이 스튜디오에서 그의 데뷔 앨범을 녹음했다. 몇몇 아티스트들과 아일랜드와 영국 전역을 돌며 녹음을 마친 뒤, 데뷔 앨범 O 2002년 2월 1일에 발매했다. 이 앨범은 영국 차트에서 8위에 올라간 뒤 숏리스트 상(Shortlist music prize)을 받을 때까지 그 자리를 지켰다. 이 앨범 트랙에도 올라와 있는 "Cannonball"과 "Vocalno"는 싱글 앨범으로 발매된 뒤 차트에서 상위 30위 안에 들었다.
O의 수록곡 중 'The Blower's Daughter'는 줄리아 로버츠, 주드 로 주연의 2004년작 클로저에 삽입되어 국내외에서 큰 인기를 얻었으며 데미안 라이스를 대표하는 노래로 손꼽힌다. 이 노래는 데미안 라이스가 한 여인에게서 클라리넷을 배울 때 그 여인의 딸을 사랑하면서 만든 노래다.
두 번째 앨범 9가 2006년에 발매됐다. 2009년 4월, 아이리시 타임스는 그를 "현재 50가지 최고 아일랜드의 성과"에서 34위로 선정했다. 또한, 그를 "강하고 조용한 사람들에게 제일 존경받는 강하고 조용한 싱어송라이터", "치명적으로 정직한 싱어송라이터"라고 묘사했다.
2012년 1월 11일에 아시아 국가로는 처음으로 한국에 방문하여 올림픽공원내 올림픽홀에서 내한공연을 가졌다.

## 활동

### 어린 시절과 주니퍼
데미안 라이스는 조지 라이스와 모린 라이스 사이에서 태어나 아일랜드의 카운티 킬데어 주의 첼브릿지에서 자랐다.
그는 "도디마(Dodima)"라는 예명아래 음악 활동을 시작하며, 1991년, 폴 누난, 도미닉 필립스 그리고 브라이언 코스비와 함께 주니퍼라는 밴드를 결성했다. 그들은 첼브릿지의 셀리전 콜리지 사립 고등학교에 다닐 때 만났다. 아일랜드 전역을 돌며 투어를 가진 후, 첫 번째 EP 앨범 Manna를 1991년 발매했다. 같은 주의 스트래판에 연습실을 차린 후, 그들은 투어를 계속했다. 그리고 같은 해 9월에 6개의 앨범을 음반사 폴리그램(Polygram)과 계약했다. 첫 번째 싱글 앨범 "Weatherman"의 발매 이후 그들은 많은 주목을 받았다. 한 아일랜드 잡지사는 그들을 "두 주의 싱글 앨범" 리스트에 올리기도 했다.
그는 점점 주니퍼의 진행 방향에 환멸을 느끼기 시작했다. 그들이 "십대에 원하던 모든 것들"을 이루고, 그의 어릴적 꿈인 올림피아 시어터(Olympia theatre) 콘서트 홀에서 연주하는 것을 성공한 이후, 라이스는 음반사와의 활동에서 더 이상 만족을 느끼지 못했다. 또한, 그는 점점 그들의 음반사 취향에 맞추기 위해 음악 스타일을 바꾸는 것을 강요받는 것 같은 느낌을 받았다고 한다. "결국, 인간으로써 모든 것을 지원해주는 사람들에게 꼭 무언가를 해야할 것 같은 느낌을 받기 시작했어요." 야후와의 인터뷰에서 라이스는 이렇게 말했다. "그들은 이렇게 물었죠. '좀 더 라디오에 적합하게 스타일을 바꿀 수 있을까?' 결국은 그런 주문들을 받아들일 수 밖에 없는 상황에 다다른거죠."

## 음반 목록

### 정규 음반
- 2002년 《O》2002년 2월 1일 발매.
- 2006년 《9》2006년 11월 3일 발매.
- 2014년 《My Favourite Faded Fantasy》2014년 11월 3일 발매.